# Madonna Wayne Gacy

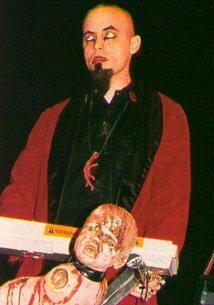
Madonna Wayne Gacy, 1995

Stephen Gregory Bier Jr. (* 6. März 1964 in Fort Lauderdale, Florida), besser bekannt als Madonna Wayne Gacy oder auch Pogo, ist ein US-amerikanischer Musiker. Bekannt wurde er als Keyboarder der Alternative-Metal-Band Marilyn Manson.

## Leben
Bier wurde als Sohn eines orthodoxen Juden und einer Katholikin geboren. Seine Eltern waren beide im Bildungssektor tätig. Er wuchs in den USA und in Großbritannien auf.
Mit 11 Jahren wurde bei ihm ADHS und mit 16 Hypersexualität diagnostiziert.
Von 1982 bis 1988 studierte er an der Universität Fort Lauderdale Betriebswirtschaftslehre. Später bewarb er sich um eine Festanstellung bei der NASA, wurde jedoch nicht angenommen.
1989 traf er Marilyn Manson. Nachdem sie Freunde geworden waren, schlug Manson ihm vor, seiner Band als Keyboarder beizutreten. Er lernte dafür die folgenden 2 Wochen Klavier spielen.
2007 verließ er Marilyn Manson. Er verklagte ihn auf 20 Millionen US-Dollar, da Manson angeblich Gelder veruntreute und davon Kuriositäten aus dem Dritten Reich erwarb. Sie einigten sich außergerichtlich auf einen Betrag von 380.000 Dollar.
Seit Juni 2011 ist er Mitglied der Band MMII.